# Особливо небезпечний (комікс)
«Особли́во небезпе́чний» (англ. Wanted) — комікс, створений Марком Мілларом, Дж. Дж. Джонсом і Полом Маунтсом. Українською мовою не перекладався.

## Сюжет
Веслі Гібсон — невдаха, який цілими днями стирчить у офісі. Бос його принижує, подружка йому зраджує. Його життя котиться у нікуди. Дізнавшись, що його батько, який покинув його у ранньому дитинстві, звіряче вбитий, Веслі опиняється втягнутим у таємну спілку кілерів під назвою "Братерство". За його навчання берется вміла наставниця Фокс, і цей колись прикутий до офісного крісла тихоня розвиває блискавичну реакцію і надлюдську швидкість. Однак вже на першому завданні Вес розуміє, що є речі важливіші, аніж вершити долі інших людей: набратися хоробрості і стати господарем власного життя.

## Головні персонажі

### Веслі Гібсон

Веслі Гібсон

У один жахливий день життя Веслі Гібсона вирвалося з-під контролю, ця подія супроводжувалось морем крові та шквальною стріляниною. А можливо, він нарешті став творцем своєї долі? Гібсон вів життя, повне відчаю: набридла подружка, нудна робота, щоденні порно-сайти у Інтернеті. Але його наставниця Фокс вирвала його з трясовини безнадійного існування і показала небачені можливості: він став кілером, спадкоємцем величезних грошей і дивовижної сили, якою раніше в собі він не відчував. Пелюшки впали з очей Веслі Гібсона, коли він дізнався про таємничий пристрій закулісся влади. З 1986 року світом править гігантське Братерство суперлиходіїв, які об'єдналися з ціллю винищення всіх супергероїв. Веслі, якого взяли під опіку Фокс і професор Соломон Зельцер, прийняв нове життя і роль нового кілера. Він отримав можливість грабувати, вбивати і ґвалтувати скільки забажає і не задумуватися про наслідки. Він відродився, пройшов випробування кров'ю і вогнем і став кілером.
Роль у фільмі виконує Джеймс Макевой.

### Фокс

Фокс

Жінка на прізвисько Фокс виросла в нетрях, де було лише три шляхи нагору: спорт, хіп-хоп та злочинність. Для репу їй не вистачало таланту, а для баскетболу — зросту. Фокс прикликала на допомогу природну швидкість, силу та ненависть до роду людського і стала однією з найнебезпечніших вбивць, яких бачив світ. Вона вбиває, тому що їй на все начхати. Залишати людей без можливості дихати для неї так само, як дихати самій. Фокс не забула, де почалося її життя. Їй не вистачає освіти, але вона знає знається на вуличному житті і вміє вибрати найкоротший длях до цілі. Невтомним бажанням сексу вона прив'язала до себе першого кілера, стала його близькою подругою і збільшила свою популярність у Братерстві суперлиходіїв. Коли кілер загинув, вона запропонувала своє тіло його синові — Веслі Гібсону, який теж став кілером. Їй потрібен секс та влади, а Веслі Гібсон — лише чергова зброя у її арсеналі.
Роль у фільмі виконує Анджеліна Джолі.

### Професор Соломон Зельцер

Професор Соломон Зельцер

Професор Соломон Зельцер — інтриган, який складає карту людської душі… і займається сексом з 18-річними повіями. Розмовляти він почав ще у материнській утробі, читати і рахувати — раніше, ніж ходити, диплом з відзнакою з біомеханіки отримав раніше, аніж його однолітки пішли до школи. Професор — володар найвеличнішого розуму у світі, до десяти років ставши мільярдером. Цей інтелект дев'ятого рівня має безпосереднє відношення до плану знищення всіх супергероїв, приведеному у виконання в 1986 році, хоча містер Ріктус любить приписувати цей план собі, але в глибині своєї безпросвітньо-чорної душі розуміє, що це неправда. Ріктус божеволіє від заздри до великого інтелекту Професора, ці двоє — у вищому ступені небезпечні суперники і закляті вороги.

### Перший кілер

Перший кілер

Найнебезпечніший вбивця на світі сам став жертвою. Але при житті кілер постійно виправдовував своэ прызвисько, не відчуваюси ані найменшого жалю. Кілер вбивав заради грошей, щоб набити руку, у власних цілях. Він вбивав заради розваги та вів розкішне життя, про яке завжди мріяв. Шампанське лилося рікою, стіл ламався від їжі, а ікру їв ложкою. Спав з найпрекраснішими жінками, а інколи й з чоловіками. Він був настільки небезпечним, що його вбили вистрілом в голову з величезної відстані. Підійти ближче ніхто не наважився. Але кілер передав спадок, а також величезну влучність та інстинкт вбивці своєму синові Веслі Гібсону.

### Містер Ріктус

Містер Ріктус

Колись він рятував людей, тепер він їх губить. Нинішній містер Ріктус раніше був зразковим християнином, але після трагічного інциденту, він пережив клінічну смерть на операційному столі. Він очікував побачити рай, а виявив порожнечу. Ані Бога, ані раю, ані життя після смерті. Абсолютно нічого з того, що йому обіцяли за праведне життя. Лише порожнеча, яка незабаром оселилася в його серці.

## Фільм

Фільм

За мотивами коміксу в 2008 році російсько-казахський режисер Тімур Бекмамбетов зняв повнометражний фільм з участю Джеймса Макевоя, Анджеліни Джолі та Моргана Фрімена. 
Сюжет фільму значно відрізняється від сюжету комікса. З головних персонажів у фільмі з'являються лише Веслі та Фокс.

## Гра
У 2009 році вийшла гра «Wanted: Weapons of Fate» (укр. Особливо небезпечний: Знаряддя долі). Дія гри відбувається після основного сюжету фільму. За сюжетом гри Веслі залишає "Братерство" і намагається знайти вбивцю своєї матері.

## Зов. посилання
- «Особливо небезпечний» на сайті comicvine.com